# نفل مختنق
النفل المختنق (باللاتينية: Trifolium suffocatum) نوع نباتي من جنس النفل من الفصيلة البقولية.

## الموئل والانتشار
موطنه الأصلي حوض البحر الأبيض المتوسط من بلاد الشام والمغرب العربي إلى تركيا وجنوب أوروبا والبلقان والقوقاز.

## مرادفات للاسم العلمي
- (باللاتينية: Amoria suffocata (L.) Sojak)
- (باللاتينية: Micrantheum suffocatum (L.) C. Presl)